# Matt Mead

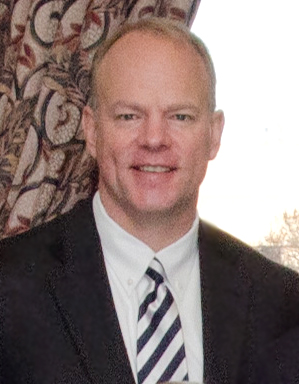
Matt Mead (2012)

Matthew Hansen „Matt“ Mead (* 11. März 1962 im Teton County, Wyoming) ist ein US-amerikanischer Jurist und Politiker (Republikanische Partei). Im November 2010 wurde er zum 32. Gouverneur des Bundesstaates Wyoming gewählt; dieses Amt trat er am 3. Januar 2011 an. Im November 2014 wurde er wiedergewählt. Aufgrund von Amtszeitbeschränkungen in der Verfassung von Wyoming endete seine zweite Amtszeit am 7. Januar 2019, sein Nachfolger wurde Mark Gordon.

## Werdegang
Matt Mead entstammt einer Politikerfamilie. Seine Mutter Mary, die 1996 an den Folgen eines Reitunfalls verstarb, bewarb sich 1990 als republikanische Kandidatin um den Gouverneursposten, verlor aber deutlich gegen den demokratischen Amtsinhaber Mike Sullivan. Ihr Vater Clifford P. Hansen, Matt Meads Großvater, war Gouverneur von Wyoming und US-Senator für diesen Bundesstaat.
Mead wuchs in Jackson auf; er hat einen Bruder und eine Schwester. 1987 erwarb er am College of Law der University of Wyoming den Juris Doctor, woraufhin er eine Berufslaufbahn als Jurist einschlug. Er arbeitete zeitweise als Partner in einer Privatkanzlei und war Staatsanwalt im Campbell County, ehe er 2001 zum Bundesstaatsanwalt für den Staat Wyoming ernannt wurde. Dieses Amt übte er bis 2007 in Cheyenne aus. In diesem Jahr trat er zurück, um sich erstmals um ein politisches Amt zu bewerben. Nachdem US-Senator Craig L. Thomas verstorben war, oblag es laut Staatsverfassung der Republikanischen Partei von Wyoming, Gouverneur Dave Freudenthal drei mögliche Nachfolger vorzuschlagen, aus denen dieser die Wahl zu treffen hatte. Zu diesem Zweck erfolgte eine Wahl innerhalb des republikanischen Zentralausschusses, bei der Mead den dritten Platz um 14 Stimmen verfehlte. Neuer Senator wurde John Barrasso.
Im Vorfeld der Gouverneurswahlen 2010 kündigte Mead seine innerparteiliche Kandidatur für das Amt an. Der populäre demokratische Gouverneur Freudenthal konnte aufgrund einer Amtszeitbeschränkung nicht erneut kandidieren; Umfragen sagten schon vor der republikanischen Primary einen Machtwechsel voraus. Mead gewann die Abstimmung seiner Partei mit 30.272 Stimmen vor der staatlichen Rechnungsprüferin Rita Meyer (29.558), dem Rancher Ron Micheli (27.592) und dem lange favorisierten Colin M. Simpson (16.673), dem Speaker des Repräsentantenhauses von Wyoming.
Die eigentliche Wahl am 2. November 2010 bestätigte die vorherigen Umfragen. Mead setzte sich mit deutlichem Vorsprung gegen die Demokratin Leslie Petersen durch und löste daraufhin Anfang Januar 2011 Dave Freudenthal ab.
Im August 2014 wurde Mead von seiner Partei für eine zweite Amtszeit nominiert. Bei der am 4. November 2014 stattfindenden Gouverneurswahl trat er gegen Peter Gosar, den früheren Vorsitzenden der Demokraten in Wyoming, an. Mead konnte diese Wahl mit 62,5 % der Stimmen ohne Probleme für sich entscheiden, womit er für eine zweite Amtszeit bestätigt wurde.